# فرانز الكسندر كيرن
فرانز الكسندر كيرن (بالألمانية: Jakob Franz Alexander Kern)‏ هو كاهن كاثوليكي نمساوي، ولد في 1897 في Breitensee ‏ في النمسا، وتوفي في 1924 في فيينا في النمسا.